# Neutralite
Dans le traitement de l’eau potable, la neutralite est un matériel utilisé pour neutraliser et reminéraliser une eau agressive.
La Neutralite est composée à 90 % de carbonate de calcium (CaCO3) et à 10 % de carbonate de magnésium (MgCO3).